# RV Весов
RV Весов (лат. RV Librae), HD 128171 — двойная затменная переменная звезда типа Алголя (EA) в созвездии Весов на расстоянии приблизительно 1058 световых лет (около 324 парсеков) от Солнца. Видимая звёздная величина звезды — от +9,5m до +9,02m. Орбитальный период — около 10,722 суток.

## Характеристики
Первый компонент — жёлтая эруптивная переменная звезда типа RS Гончих Псов (RS) спектрального класса G5 или G6/8IV.